# Gatifloxacina
La  gatifloxacina è un principio attivo che appartiene alla classe dei chinoloni di quarta generazione.

## Meccanismo di azione
Come tutti i chinoloni agisce interrompendo la replicazione delle molecole dell'acido deossiribonucleico nei batteri.
In particolare, questi composti possono essere considerati come avvelenatori degli enzimi coinvolti nell'impacchettamento del DNA nella cellula, formano cioè dei complessi stabili con le topoisomerasi batteriche.
La molecola di DNA essendo molto lunga ha bisogno di essere "super-avvolta" affinché possa essere contenuta nel nucleo della cellula. Gli enzimi addetti al super-avvolgimento del DNA sono le topoisomerasi (di cui esistono diversi tipi). I chinoloni bloccano le topoisomerasi di tipo II formando un complesso che:
- blocca l'attività dell'enzima alterando il super-avvolgimento del DNA, il che compromette la sua replicazione o trascrizione (attività citostatica).
- quando il farmaco è somministrato ad alte dosi, i complessi enzima-chinolone aumentano ad un punto tale per cui la cellula li classifica come danni irreversibili al DNA, attivando processi apoptotici che portano a morte cellulare (attività citotossica).

## Effetti indesiderati
Fra gli effetti collaterali più frequenti si riscontrano  diabete, allucinazioni e nausea.